# Herbert Rittlinger

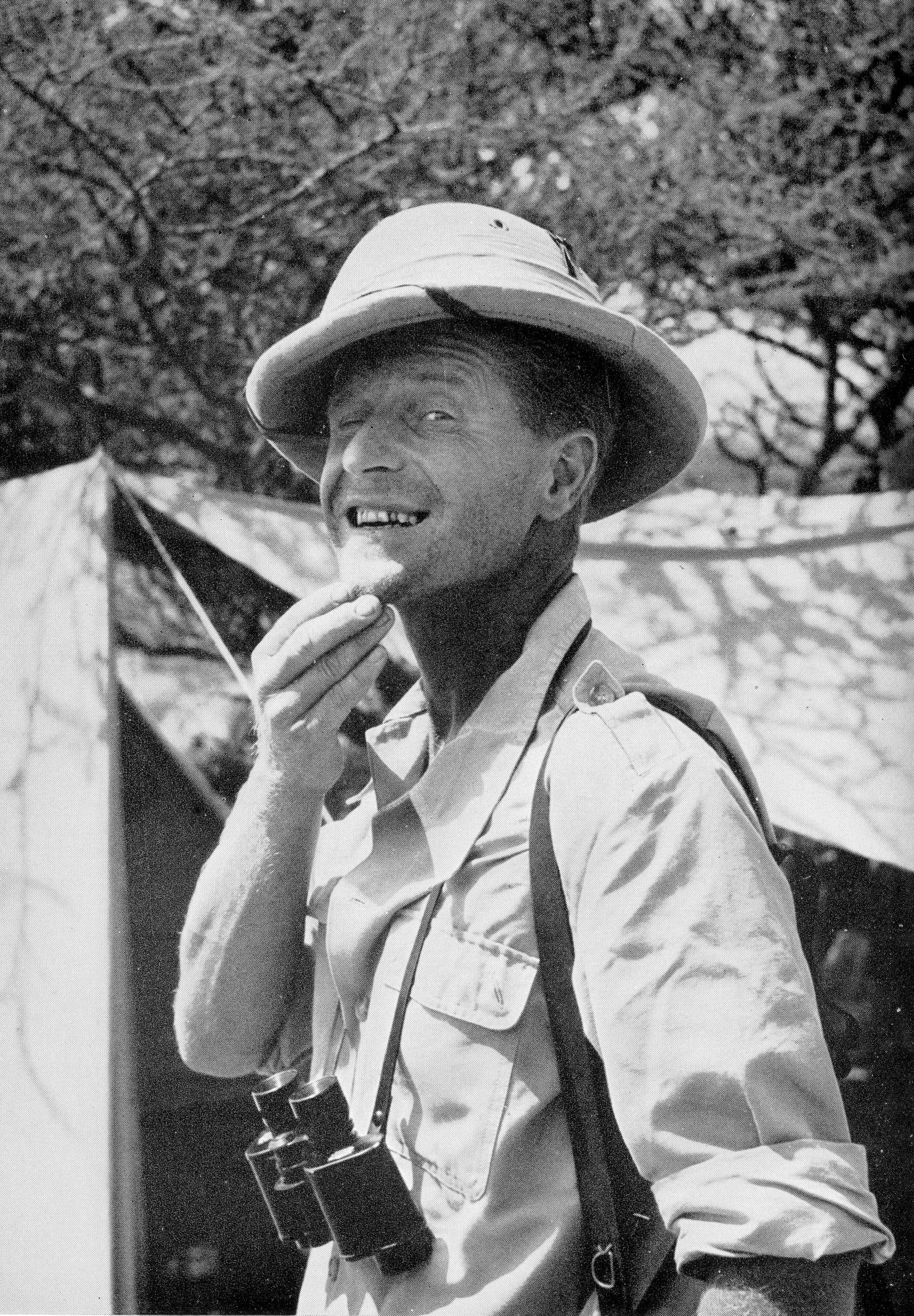
Herbert Rittlinger 1954

Herbert Rittlinger (* 26. Dezember 1909 in Leipzig; † 12. Juni 1978 in Oed am Rain) war ein deutscher Schriftsteller, Fotograf, Forschungsreisender und Pionier des Kanusports.
Herbert Rittlinger verfasste Reisebeschreibungen, Romane und Sachbücher. Mit seinen Erlebnisberichten aus entlegenen Gegenden erreichte er sechsstellige Auflagenzahlen und war in den 1930er, 1940er und 1950er Jahren ein viel gelesener Schriftsteller.
Besonders aufmerksame und nachhaltige Rezeption erfuhren seine Werke im Kreis der Kanusportler, da er auf vielen seiner Reisen mit dem Faltboot unterwegs war. Rittlinger selbst legte allerdings Wert darauf, nicht auf seine Rolle als Kanute oder Reiseschriftsteller reduziert zu werden.

## Leben
Herbert Rittlinger wurde in Leipzig geboren. Nach dem Besuch der Oberschule erlernt er im mütterlichen Juweliergeschäft den Beruf des Goldschmieds. Bereits ab 1923 unternahm er erste journalistische Versuche.
Sein erstes Buch „Faltboot stößt vor“ dokumentiert seine Einmann-Wildwasserfahrten (1932) in den Ostkarpaten auf der Goldenen Bistritz und in den Schluchten des Euphrat. Rittlinger besuchte auf der Rückreise von diesen Abenteuern Leo Trotzki in Istanbul. Danach war er zwei Jahre als Matrose, Koprapflanzer und Goldsucher unterwegs in Japan, der Südsee, Neuguinea und Australien. „Südseefahrt“ ist der Titel seines Buches aus dieser Zeit.
1936 befuhr er, wieder ohne Begleiter, den Amazonas von seinen Quellflüssen Marañón und Huallaga mit seinem 4,5 m langen LFB-Faltbooteiner „Nanuk-Rex“ aus 4100 Meter Höhe in den Anden bis Iquitos (ca. 1600 km) und setzte die Reise anschließend auf einem Flussdampfer bis zur Mündung fort. Seine Bücher „Ich kam die reißenden Flüsse herab“ und „Im Meer der Ströme und Wälder“ wurden später zu einem Band „Ganz allein zum Amazonas“ vereinigt. Es war das erfolgreichste Buch Rittlingers. Von sieben Auflagen wurden insgesamt 300.000 Stück verkauft.
Rittlinger war mit dem Leipziger Maler Max Schwimmer befreundet, der einige Zeichnungen zu seinen Büchern beisteuerte. Über ihn lernte er auch seine spätere Frau Marianne (1910–1993) kennen, die er 1938 heiratete. Marianne illustrierte viele seiner Publikationen mit ihren Zeichnungen. Die sommerlichen Faltbootfahrten in der Vorkriegszeit mit ihr und zwei Freundinnen auf dem Schwarzen Regen, auf der Drau, der Enns und im Salzkammergut waren der Stoff für das Buch „Das baldverlorene Paradies“, in dem er die Zerstörung von Wildflüssen durch Baumaßnahmen anprangerte.
Den Zweiten Weltkrieg erlebte Rittlinger zunächst als Soldat einer Propagandakompanie in Frankreich. Anschließend kam er zur deutschen Abwehr unter Wilhelm Canaris. Mit seiner Ehefrau Marianne, als harmloser Kaufmann getarnt, leitete Rittlinger ab 1942 in Istanbul die Residentur „Fremde Heere West“. Dort war er der Nachfolger von Paul Leverkuehn. In seinem späteren Buch („Geheimdienst mit beschränkter Haftung“) schilderte er unter anderem die Begegnung mit Rudolf von Sebottendorf, einem seiner Agenten, den er im Buch „Hakawaki“, den Märchenerzähler, nannte.
Nach dem Krieg wohnte Familie Rittlinger, nun mit Tochter Judith (* 1946), im Chiemgau (Obing – Seeon – Oed am Rain/Frasdorf). Es entstanden seine Bücher „Sieben Schiffe oder Die Große Sehnsucht“, „Die neue Schule des Kanusports“ und „Das Aktfoto“.
Im ersten Teil seines Buches „Amphibischen Reise zu den verlorenen Inseln“ beschreibt er eine Faltbootreise von 1954 auf der Eyre in den südwestfranzösischen Landes de Gascogne. Zusammen mit Frau, Tochter und zwei weiteren Begleiterinnen befuhr er den kleinen Fluss, der sich durch einen Urwald umgestürzter Bäume windet. In acht Tagen legten sie, ihre Boote über, unter und durch Bäume paddelnd, schwimmend, kletternd, ziehend und schiebend nur 36 Kilometer zurück. Im zweiten Teil der „Amphibischen Reise“ schildert Rittlinger eine Faltbootfahrt mit seiner Frau im Wattenmeer, die beide von der Emsmündung bis nach Sylt führte. Auf einem Teil der Strecke begleitete sie auch der Bremer Gymnasiallehrer Hajo Ortil, den Rittlinger während des Krieges in Wien kennengelernt hatte.
Egon G. Schleinitz bezeichnete in der Hamburger Wochenzeitung „Die Zeit“  Rittlinger anlässlich seines Romans „Sieben Schiffe oder Die Große Sehnsucht“ 1950 als den „Dichter im Paddelboot“. Der Roman ist die Summe aus 14 Jahren Weltreise.  Unter der Überschrift „Weltreise – Auch Goethe weinte“ nahm „Der Spiegel“ das Erscheinen dieses Buchs zum Anlass, ganzseitig über Rittlinger zu berichten.
Die erste große Auslandsfahrt war 1954 wieder möglich. Das Ehepaar Rittlinger paddelte zunächst im Roten Meer, danach auf dem Tanasee, dem Ursprung des Blauen Nils. Die Weiterfahrt mit Faltbooten auf dem Blauen Nil („Abai“ von den Einheimischen genannt) musste später wegen ständiger Angriffe riesiger Krokodile abgebrochen werden. Die Erlebnisse dieser Reise veröffentlichte Rittlinger in seinen Büchern „Schwarzes Abenteuer“ und „Das Geheimnis des Abai“. Reiseteilnehmer bei den Faltbootfahrten auf dem Tanasee war u. a. auch Gerhard Ludwig (Rittlinger: „Der berühmteste Bahnhofsbuchhändler Deutschlands“). Rittlingers Hörfolgebericht über seine Nil-Expedition mit dem Titel „Canon der reißenden Krokodile“ strahlte der Hessische Rundfunk am 15. September 1954 aus. Im Deutschen Fernsehen berichteten Rittlinger und andere Schriftsteller am 14. Dezember 1955 in der NWDR-Sendung „Kleine Liebe zur großen Welt“ über ihre Reisen und ihre Bücher.
Rittlingers Faltbootfahrten auf der Rhone, der Ardèche und im Mittelmeer, in der jugoslawischen Inselwelt und in Oberitalien erschienen in den FKK-Verlagen Danehl's und Zitzmann als „Sonnenfahrt in die Provence“, „Dalmatinischer Sommer“ und „Wir zogen nach Friaul“. Die Rittlinger-Expedition „Ins Land der Lacandonen“ führte 1957 zu einem bis dahin unbekannten Stamm der Maya nach Mexiko und war seine letzte große Auslandsreise.
1965 erschien Rittlingers Buch „Von hier bis Babylon“, ein Roman mit autobiographischen Zügen. Ebenfalls in den sechziger Jahren entstanden die Bücher „Weitgereister Herr mit Linse“, „Fotos, aber wie“ und „Jedenfalls bessere Bilder“. Der ORF (Österreichische Rundfunk) verfilmte in dieser Zeit „Das baldverlorene Paradies“. In dem Film wirkten Herbert Rittlinger mit Frau Marianne und Tochter Judith als Darsteller mit. Aus den Dreharbeiten entstand sein Buch „Urlaub nach Drehbuch“.
Mit seinen letzten Werken konnte Rittlinger nicht mehr an die früheren Auflagenzahlen anknüpfen und geriet dadurch auch in wirtschaftliche Schwierigkeiten. 1972 zog die Familie daher von Seeon in das unweit gelegene Oed am Rain. Am 12. Juni 1978 erlag Rittlinger im Alter von 68 Jahren einem Krebsleiden. Sein Grab befindet sich in Prien am Chiemsee.

## Fotografie
Der Künstler wurde nicht nur durch seine schriftstellerische Tätigkeit bekannt. Ebensolche Popularität genießt sein fotografisches Werk. Er befasste sich mit der Aktfotografie im Sinn des Naturismus. Dazu veröffentlichte er mehrerer Fotolehrbücher und Bildbände. Außerdem war er über Jahre Verfasser einer monatlichen Kolumne zum Thema «Aktfotografie» im Fotomagazin. Von 1963 bis zu seinem Tod war er Mitglied der DGPh (Deutsche Gesellschaft für Photographie). Vor allem befasste er sich fotografisch und schriftstellerisch mit dem Thema Wassersport.

## Naturismus
In vielen seiner Büchern trat er engagiert für die Freikörperkultur (FKK) ein, auch in den eher prüden 1950er Jahren. Zu dem damals anrüchigen Begriff „Nacktkultur“ schrieb Rittlinger schon 1950 u. a.:

„Aber diesen schönen Ausdruck auf die sehr simple, sehr natürliche und am passenden Ort ziemlich häufig geübte Nacktbaderei anzuwenden, oder auch auf die ehrlichen Freikörperkultur-Bünde (viele ihrer Mitglieder sind nicht von ungefähr Kanuten!) mit ihrer [...] freien und sportlich-sauberen Atmosphäre – ist unhöflich und zeugt bestenfalls von grober Unwissenheit. Nur – die Obszönität des Spießers ist ganz und gar nicht mehr „unhöflich“ sondern tückisch! Auch „Freikörperkultur“ (FKK) ist kein glückliches Wortgebilde. Aber es hat sich aus der Distanzierung zu allen spekulativen Machenschaften behauptet und eingebürgert. Vom ordentlichen Sportkleid über Petrarca bis hierher ist der Sprung nicht gar so groß: Unsere Gestade der Sonne fordern auch zur letzten körperlichen Freiheit auf. Was das Geschenk der Nacktheit in Luft und Sonne gerade für die Frau bedeutet, die drei Viertel ihres Körpers auch beim Sport der lebensnotwendigen Forderung „Lasst Luft ans Fell“ entzieht, wird diese selbst am besten zu würdigen wissen. Unterm Dickicht enger und herkömmlicher Konvention haben die meisten Menschen zum Glück genug Sauberkeit der Empfindung, um an frischer Natürlichkeit ihre Freude zu haben. Angesichts ehrwürdiger, verträumter Moselstädtchen, oder unter den spähend belustigten oder gar bösen Blicken biederer Landbevölkerung verbietet sich jede unbeabsichtigte Herausforderung strikt und schon aus Gründen des [guten...] Geschmacks. Wer jedoch in einsamer Gegend, unter gleichgestimmten Kameraden oder gar am Meer nicht auf den Badeanzug als letzten Zivilisationsrest verzichten kann, ist schließlich ein „Barbar“!“

Die idealen Möglichkeiten, den Kanusport mit dem Naturismus zu verbinden, schilderten Herbert Rittlingers Text- und Bildbeiträge in den „Sonnenfreunden“ und im Magazin „HELIOS“. So auch die von Rittlinger verfassten und bebilderten Sonderhefte: „Dalmatinischer Sommer“, „Wir zogen nach Friaul“ und „Sonnenfahrt in die Provence“ aus diesen damals führenden FKK-Verlagen. Der mit Rittlinger befreundete Hajo Ortil, Studienrat eines Bremer Gymnasiums, berichtete in diesen Publikationen ebenfalls über die Kanusportaktivitäten der von ihm gegründeten Jungen- und Mädchen-Sportgruppe „Hansische Fluss- und Seepiraten“.
Weil das Gesetz über die Verbreitung jugendgefährdender Schriften ohne Einzelfallprüfung und ohne Indizierung (laut § 6 Abs. 2 gültig vom 9. Juni 1953 bis 23. November 1973) „Schriften, die mit Bild für Nacktkultur werben“ als offensichtlich schwer jugendgefährdend einstufte, durften diese Publikationen Jugendlichen unter 18 Jahren lange Zeit nicht zugänglich gemacht werden.

## Posthume Rezeption

### Ehrungen
Herbert Rittlinger wurde im Jahr 2006 in die International Whitewater Hall of Fame aufgenommen. Diese Einrichtung will all jene Personen anerkennen und ehren, die bedeutende Fähigkeiten und Beiträge für den Wildwassersport geleistet haben. Die offizielle Zeremonie für die Aufnahme in die „Ruhmeshalle“ fand im Beisein seiner Tochter Judith Steinbacher am 20. Oktober 2006 in Fort McHenry statt.

### Ausstellungen zum Leben Rittlingers
Das Kultur- und Bildungszentrum Kloster Seeon widmete dem Fotografen, Schriftsteller, Forschungsreisenden und Pionier des Kanusports vom 16. Mai bis 31. Oktober 2009 eine Retrospektive zum 100. Geburtstag. Begleitend dazu erschien ein Ausstellungskatalog mit Reiseberichten, Fotografien und Lebensereignissen von Rittlingers.
Vom 22. Oktober bis 5. November 2009 fand in seiner Geburtsstadt Leipzig eine Veranstaltungsreihe statt. Im Neuen Rathaus war eine an die große Ausstellung im Kloster Seeon angelehnte Wanderausstellung des Deutschen Kanu-Verbandes zu sehen. Am 30. Oktober 2009 fand dort im Rahmen der Ausstellung mit Judith Steinbacher eine Lesung aus Rittlingers Werken statt. Die Wanderausstellung war im Februar 2010 während der Messe „Beach&Boat“ erneut in Leipzig zu sehen. Weitere Stationen waren bislang Wernigerode und Bremen.

### Ausstellungen zur Aktfotografie
Das Münchener Stadtmuseum veranstaltete 1985 die Ausstellung „Das Aktfoto“. Später war sie als Wanderausstellung in weiteren Städten zu sehen. Sie dokumentierte Geschichte, Ästhetik und Ideologie von 150 Jahren Aktfotografie. Unter den ausgestellten Bildern waren auch Arbeiten von Rittlinger. Im umfangreichen Ausstellungskatalog befinden sich Kurzbiografien der wichtigsten Fotografen. Herbert Rittlinger wird darin als „...Schriftsteller,  Fotograf, Fachjournalist und bedeutender Vertreter der Körperkulturbewegung nach dem Krieg...“ bezeichnet.
Im Kapitel „Aktfotos aus Amateurhand. Skizzen einer historischen Bestandsaufnahme“ werden ausführlich Rittlingers Aktfotobücher besprochen:

„Wollte sich jedoch der Amateur tiefergehend informieren und auch technische Kenntnisse erwerben, konnte er auf Herbert Rittlingers «Das Aktfoto» zurückgreifen. Es steht dem Buch gut an, daß der Autor zur Illustrierung auf bewährte Namen zurückgreift, die wir schon kennen: Willy Zielke, Fritz Henle, Ferenc Berko. Andere kommen hinzu: Bernd Jansen, Marta Hoepffner, H. Heidersberger, Ludwig Windstoßer, H. Hajek-Halke und andere. Der Text erläutert klar und ohne Ausflüge in die persönliche Anekdote alle Probleme der Aktfotografie“

Vom 20. Mai bis 25. Juni 2006 präsentierte der Museums- und Heimatverein Altomünster im Forum des Museums die Ausstellung "Akt in der Landschaft". Sie zeigte Fotografien von Herbert Rittlinger und Ölbilder von Judith Steinbacher. Vater und Tochter haben den weiblichen Akt in der Landschaft als gemeinsames Thema. Die Ölbilder sind farbige Impressionen der schwarz-weißen Fotos der 40/50er Jahre. Danach wurde die Ausstellung noch in verschiedenen anderen Orten gezeigt, u. a. in der Geisenhofer Klinik München.
Ständig sind nun diese Ölbilder mit den zugehörigen Faltboot- und Aktfotos von Herbert Rittlinger in einer Münchener Kunstgalerie zu sehen.

### Medienbeiträge
Zum Tode von Herbert Rittlinger veröffentlichte „Der Spiegel“ unter der Rubrik „Register – Gestorben“ einen Nachruf.
Der Westdeutsche Rundfunk erinnerte in seiner Hörfunkreihe „Zeitzeichen“  an Herbert Rittlinger. In diesem Tondokument war Rittlinger über seine Expedition zu den Lacandonen, den letzten Nachkommen der Maya in Mexiko, persönlich zu hören.
Zum 20. Todestag von Herbert Rittlinger schrieb Thomas Theisinger im „Kanu-Sport“ einen Nachruf mit der Überschrift: „... denn er fehlt uns schon seit 20 Jahren“.
Im Jahr 2009 gab es darüber hinaus Beiträge über ihn in allen einschlägigen Kanu-Zeitschriften. Aber auch in der FAZ vom 21. September 2008 schrieb Hans-Heinrich Pardey zum "Faltbootkalender 2009", der Geschichten und Photos aus Rittlingers Schaffen enthält: „…der gelernte Goldschmied war – länger, als er Autor war – Fotograf. Ein Lichtbildner im wörtlichen Sinne. Die Sonne gleißt auf seinen Bildern, plastisch stehen die Wolken über den Landschaften, bis in die tiefsten Schatten hinein sauber gestuft sind die Tonwerte. Rittlinger war Naturist, das Faltboot war ihm ein angemessenes Fahrzeug, um seiner Sehnsucht nach dem einfachen Leben in hellem Licht und frischer Luft nachzufahren. Nackt im Boot zu paddeln war ihm die natürlichste Sache der Welt - ... Rittlingers Akte entbehren jeder Schwüle: Helles Licht lässt die Haut schimmern, scharf umrissene Schatten zeichnen die Linien der Körper nach…“ 
Deutschlandradio Kultur und der Deutschlandfunk strahlten in ihren Hörfunkreihen "Kalenderblatt" unter dem Titel "Beruf: Abenteurer. Herbert Rittlinger zum 100. Geburtstag"  am 26. Dezember 2009 jeweils eine kurze Erinnerungssendung aus.

### Publikationen
Das Buch "Das baldverlorene Paradies" erlebte 1993 eine Neuauflage im Pollner-Verlag, ergänzt mit neuen Fotos anderer Fotografen als Zeugnis für Umweltzerstörung und Verbauung der Alpenflüsse.
Aus Anlass von Rittlingers 100. Geburtstag im Jahr 2009 entstanden zwei Publikationen zu seinem Leben. Die erste war der vom Oldenburger Faltenreich-Verlag herausgegebene "Faltbootkalender 2009", der Geschichten und Photos aus seinem Schaffen enthält. Die zweite war der umfassende Ausstellungskatalog zur Ausstellung im Kloster Seeon, der einen Überblick über Rittlingers Leben gibt und eine Vielzahl seiner Fotos enthält.
Folgende Werke Herbert Rittlinger liegen auch als Hörbücher in der Hörbücherei des Blinden- und Sehbehindertenverbandes Österreich vor: Ganz allein zum Amazonas, Das baldverlorene Paradies, Geheimdienst mit beschränkter Haftung – Bericht vom Bosporus, Ich hatte Angst – meine gefährlichsten Expeditionen, Ins Land der Lacandonen, Sieben Schiffe – oder die große Sehnsucht.

## Werke

### Reisewerke und Sachbücher
- Faltboot stößt vor. Vom Karpatenurwald ins wilde Kurdistan. F. A. Brockhaus, Leipzig 1934 (Reisen und Abenteuer)
- Südseefahrt – Tatsachenbericht aus dem Unendlichen. Wilhelm Goldmann Verlag, Leipzig 1936
- Ich kam die reißenden Flüsse herab. F. A. Brockhaus, Wiesbaden 1938
- Das baldverlorene Paradies. F.A. Brockhaus, Wiesbaden 1943
- Die neue Schule des Kanusports. Fluß-Meer-Wildwasser-Freiluftleben F.A. Brockhaus, Wiesbaden 1950 (weitere, überarbeitete Auflagen 1954, 1962, 1967, 1977).
- Im Meer der Ströme und Wälder. Eberhardt Brockhaus, Wiesbaden 1953
- Schwarzes Abenteuer. Vom Roten Meer zum Blauen Nil. F.A. Brockhaus, Wiesbaden 1955
- Das Meer der tausend Inseln (Dalmatinischer Sommer). Richard Danehl`s Verlag, Hamburg 1956
- Ganz allein zum Amazonas. F.A. Brockhaus, Wiesbaden 1958
- Amphibische Reise zu verlorenen Inseln. F.A. Brockhaus, Wiesbaden 1958
- Sonnenfahrt in die Provence. (Rhone-Ardeche-Mittelmeer), Rudolf Zitzmann Verlag, Lauf b. Nürnberg 1958
- Ins Land der Lacandonen – Zu den letzten Mayas. F.A. Brockhaus, Wiesbaden 1959
- Das Geheimnis des Abai. F.A. Brockhaus, Wiesbaden 1960
- Wir zogen nach Friaul. Rudolf Zitzmann Verlag, Lauf b. Nürnberg 1960
- Urlaub nach Drehbuch. F.A. Brockhaus, Wiesbaden 1968
- Zur Historie des Nachttopfes. Eine kleine Betrachtung in 10 Kapiteln. Auftragsarbeit für die Pharmafirma Geigy, 1970
- Geheimdienst mit beschränkter Haftung. Bericht vom Bosporus. ein wenig bekanntes Kapitel Zeitgeschichte aus erster Hand; (autobiogr. Werk), Deutsche Verlags-Anstalt, Stuttgart 1973
- Reiseführer für Notfälle. Eine kleine Topologie des Bedürfniswesens sowie Lagebeschreibung einiger stiller Orte. Auftragsarbeit für die Pharmafirma Geigy, 1978
- Ich hatte Angst – Meine gefährlichsten Expeditionen. Deutsche Verlags-Anstalt, Stuttgart 1977

### Fotografie
- Das Aktfoto. Wilhelm Knapp Verlag, Düsseldorf 1960
- Der neue Akt. Wann – Wo – Wie – Warum. Wilhelm Knapp Verlag, Düsseldorf 1966
- Weitgereister Herr mit Linse. Fotografie & Abenteuer. F. A. Brockhaus, Wiesbaden 1967
- Aktfotos am Strand. Schwarz-Bildbücher. Hans Schwarz Verlag, Bayreuth 1968
- Jedenfalls bessere Bilder. Ratgeber für Fotofreunde. Deutscher Taschenbuch Verlag (dtv), München 1969
- Mit Anmut nackt. Richard Danehl`s Verlag, Hamburg 1970
- Aktfotos Neue Folge. Schwarz-Bildbücher, Hans Schwarz Verlag, Bayreuth 1970
- Fotografieren. Silva Verlag, Zürich 1973
- Fotografier mich mal. Ein Fotobuch für Jugendliche. dtv, München 1985
- Faltbootkalender 2009. Faltenreich Verlag, Oldenburg 2008, ISBN 978-3-9811182-3-0. (enthält Fotos und Texte)

### Das erzählende Werk
- Sieben Schiffe oder Die Große Sehnsucht. Deutsche Verlags-Anstalt, Stuttgart 1950
- Der maßlose Ozean. Paul List Verlag, München 1954
- Von hier bis Babylon. Der große Zeitroman. Deutsche Verlags-Anstalt, Stuttgart 1965
- Keiner lebt für sich zu zweit, oder Was der Mensch wirklich begehrt. Deutsche Verlags-Anstalt, Stuttgart 1975